# Újlaki-hegy
Az Újlaki-hegy a Budai-hegység egyik, 449 méteres magaslata Budapest II. kerületének északkeleti részén, a Hármashatár-hegy tömbjében. A 495 méteres magasságig emelkedő főcsúcs legközelebbi előhegye nyugati irányból.

## Leírása
Alapkőzete a Hármashatár-hegy egészéhez hasonlóan elsősorban felső triász kori fődolomit, amire a későbbi földtörténeti korokban nummuliteszes mészkő és budai márga rakódott.  Az egész hegytömb talán legkevésbé frekventált magaslata, amely ezidáig szinte teljesen elkerülte a beépítést is.

## Fekvése
Csúcsa nyugati irányban emelkedik a Hármashatár-hegy csúcsától; tömbjét kettészeli a II. kerületi Kővár és Szépvölgy városrészek határvonala. Nyugat felé aránylag meredek lejtőkkel tekint le Pesthidegkút, illetve a hármashatárhegyi repülőtér felé – ezen adottsága miatt kedvelt starthely a siklóernyősök között –, déli irányban pedig a lejtői a Határnyereg felé futnak le, amely tulajdonképpen a Felső-Szép-völgyi-medence nyugati végpontja is. Észak felől legközelebbi szomszédja a Vihar-hegy.

## Megközelítése
Az Újlaki-hegy fővárosi közösségi közlekedéssel minden irányból csak hosszabb-rövidebb sétával érhető el. A legegyszerűbb útvonal azonban még így is a Szépvölgyi út felől adódik, mert abból az irányból kell a legkevesebb szintkülönbséget gyalogszerrel leküzdeni. A Kolosy tértől induló 65-ös busz bizonyos időszakokban egészen megközelíti az Újlaki-hegyet, mert tényleges utazási igény esetén a felső végállomása a Szépvölgyi dűlőnél van, ahonnan már csak kb. negyedórát kell felfelé kapaszkodni. Ettől eltérő időszakokban a 65-ös végállomása a Fenyőgyöngye Vendéglőnél van, ahonnan erőnléttől függően 30-40 percet kell számítani a hegy eléréséhez.